# Agrodiaetus persica
Agrodiaetus persica is een vlinder uit de familie van de Lycaenidae. De wetenschappelijke naam van de soort is voor het eerst geldig gepubliceerd door Forster.